# ديك راسيل
ديك راسيل (بالإنجليزية: Dick Russell)‏ هو لاعب كرة قدم أسترالية أسترالي، ولد في 11 مايو 1922 في ميناء أوغستا في أستراليا، وتوفي في 24 يناير 1974.